# Kazimierz Józef Węgrzyn
Kazimierz Józef Węgrzyn (ur. 1 stycznia 1947 w Miejscu Piastowym) – polski poeta. Zadebiutował w 1977 roku na łamach Gościa Niedzielnego. W 1979 roku wyszedł jego debiutancki tomik poezji Próba samookreślenia. Za wydany w podziemnej oficynie “Śląsk” tom “Czarne kwiaty” (1984 r.) otrzymał nagrodę specjalną Śląsko-Dąbrowskiego Komitetu Kultury Niezależnej. Jest członkiem Stowarzyszenia Pisarzy Polskich Oddział Katowice. W 1967 roku rozpoczął pracę w Zespole Szkół Specjalnych im. dr. Stanisława Kopczyńskiego przy Wojewódzkim Centrum Pediatrii "Kubalonka" w Istebnej, gdzie mieszka. Otrzymał Nagrodę Ministra Kultury i Dziedzictwa Narodowego, Nagrodę Polonia Pro Arte za Dzieło Pogłębiające Pamięć i Godność Polaków, Nagrodę im. ks. Leopolda Szersznika. Publikował w kraju oraz w Stanach Zjednoczonych i Kanadzie.

## Wybrane publikacje
- Próba samookreślenia, Bielsko-Biała 1979
- Gdy nocą świeci jasne próchno historii, Żywiec 1981
- Obok Kaina, Żywiec 1982
- Czarne kwiaty, Katowice 1984
- Krwawiąca dolina, Cieszyn 1985
- W ciemności słyszę Boga kroki, Katowice 1986 (edycja zbiorowa)
- Kiedy mówią znów kamienie..., 1989
- Requiem Poloniae, Cieszyn 1991
- Z gwiazdą nadziei, Cieszyn 1991
- Sen Hioba, Cieszyn 1992
- Zapisani na rachunku krzywd, Katowice 1993 (edycja zbiorowa)
- ...Dopokąd idę, Cieszyn 1995
- Poezja gór, Kraków 1996 (edycja zbiorowa)
- Wiersze wigilijne, 1996 (edycja zbiorowa)
- Nasze kruche łodzie[1]
- Przez Czerwone Morze, Poznań 1997

Wiersze:
Ave Maryja
Ptaki umierają w locie
Dziesięć stron świata
Rano...wieczór...we dnie...w nocy....
Do kraju tego
Nasze kruche łodzie
Dom na rozdrożu
Na strunach życia
Bilet do nieba
Wyścig szczurów
Cieszyn z lotu serca
Pasterz obłoków
Barwy i słowa
Pacierz za Ojczyznę
Piłsudski